# バルセロナ (嘉門達夫のアルバム)
『バルセロナ』は、嘉門タツオ（旧名・嘉門達夫）4枚目のオリジナル・アルバム。1989年11月21日、ビクター音楽産業から発売された。

## 概要
前作『小市民大全集』から約8か月振りに発売。
同年嘉門は自身の楽曲の編曲家であった新田一郎が設立した代官山プロダクションに転籍、同時にレコード会社も日本コロムビアからビクター音楽産業へ移籍。本作はその第一弾アルバム。
タイトルは発売3年後に控えていた1992年バルセロナオリンピックを意識したものであり、ジャケット写真もそれに合わせた、男子マラソンでゴールする嘉門の写真が掲載された新聞を持つ嘉門の姿である。

## 収録曲
1. ヒラメ
作詞・作曲：嘉門達夫、編曲：工藤隆
2. ハンバーガーショップ
作詞：嘉門達夫・杉本つよし、作曲：嘉門達夫、編曲：工藤隆
  - アリス「チャンピオン」のパロディ。
  - 後にシリーズ化され、「血液型別ハンバーガーショップ」「ハンバーガーショップ 〜国会篇〜」などがある。一番はハンバーガーショップにハンバーガーを食いに来た客がマニュアル接客にイチャモンを付け、二番は一番でマニュアル接客にイチャモンを付けた客が自分がハンバーガーショップの店員ならこんな接客をしてやると理不尽な接客をするマニュアル接客を揶揄する内容。
3. ひとりごと
作詞・作曲・編曲：嘉門達夫
4. 学問
作詞・作曲：嘉門達夫、編曲：工藤隆
5. 鬱
作詞・作曲・編曲：嘉門達夫
6. 結婚しようよ -彼女はもうすぐ26-
作詞・作曲：吉田拓郎・嘉門達夫、編曲：工藤隆
  - 9thシングル曲。
7. 自転車
作詞：杉本つよし、作曲・編曲：嘉門達夫
8. 帰ってきた小市民
作詞・作曲：嘉門達夫、編曲：工藤隆
9. 擬音小唄
作詞・作曲：嘉門達夫、編曲：工藤隆
10. FUTAMATA
作詞：嘉門達夫・ぜんじろう、作曲：嘉門達夫、編曲：工藤隆
  - 11thシングル曲。翌年3月21日にシングルカットされた。シングルの1曲目は「FUTAMATA（女性編）〜アッシー君とツクシンボー〜」。「アッシー君」は女性を迎えに行く男性、「ツクシンボー」は女性にひたすら尽くす男性を指す。バブル時代の女性像を描いた楽曲[2]。他にバリエーション「FUTAMATA（男性篇）〜あの娘はファースト, 彼女セカンド〜」がある。
11. シャンソン
作詞：杉本つよし、作曲・編曲：嘉門達夫
12. ごはんをたべよう 〜美味でバビデブー〜
作詞：嘉門達夫、作曲・編曲：工藤隆
  - ABCテレビ『食卓の大冒険 美味でバビデブー』テーマ曲。
13. うしろ姿
作詞・作曲・編曲：嘉門達夫
14. ドッチボール
作詞・作曲：嘉門達夫、編曲：嘉門達夫 & Mother Goose
  - 9thシングル「結婚しようよ -彼女はもうすぐ26-」カップリング曲。
15. 家族旅行
作詞・作曲・編曲：嘉門達夫
16. ジャージ オン マイ マインド（Georgia On My Mind）
作詞：Stuart Gorrell、作曲：Hoagy Carmichael、訳詞：嘉門達夫、編曲：工藤隆・中川イサト